# Архангел Уриил
Урии́л или Уриэль (ивр. אוּרִיאֵל‎ — «огонь Божий»: «огонь мой (Ури אוּרִי‬) + Бог (Эль אֵל‬)») — один из высших ангелов (архангелов), который появляется в еврейской каббале, в еврейских молитвах, а также в христианской традиции.
Один из четырёх главных архангелов (Михаил, Гавриил, Рафаил и Уриил), которые управляют четырьмя сторонами земного мира, и которые часто группируются вместе. Уриил обычно (но не всегда) упоминается последним, хотя в этом квартете его имя часто заменяется именем другого архангела, таким образом показывая разнообразие его природы.
В позднем средневековом мистицизме имя Уриэль ошибочно связывается со словом «свет» (ивр. אוֹר‎), вместо слова «огонь» (ивр. אוּרִ‎), частично введенные в заблуждение преданием о том, что Уриэль наставлял (просветлял) Ездру.

## Образ в еврейской традиции
Уриэль — один из четырех ангелов (ивр. מלאך‎), упомянутых в чтении молитвы «Шма на ложе» (молитвы, произносимой на ночь перед сном), как покровительствующий и охраняющий человека:
... Во имя Господа, Бога Израилева:
справа от меня Михаэль, слева от меня Габриэль, впереди Уриэль , сзади Рафаэль и над головой моей Божий Дух ...
В этом порядке эти ангелы также появляются в «Пирке де рабби Элиэзер» (глава 4) как те, кто молится Святому, да будет Он благословен.
Согласно основной книге каббалы «ха-Зоар», ангел Уриэль — мудрец и имеет вид льва. Он двигает звезды и созвездия, которые его освещают.
Согласно еврейской традиции, Уриэль является одним из главных четырех ангелов: Михаэль, Габриэль, Уриэль и Рафаэль, которые стоят перед престолом славы и чья роль заключается в том, чтобы наблюдать и охранять четыре стороны земли.
Аггада рассматривает Габриэля, Михаэля, Рафаэля и Уриэля как архангелов и называет их ангелами служения (мал’ахей ха-шарет ивр. מלאכי השרת‎).

## Упоминание в Библии и в апокрифах
В канонических текстах Библии не упоминается.
В неканонической Третьей книге Ездры (3Езд. 4:1, 3Езд. 5:20, 3Езд. 10:28) — ангел, посланный от Бога к Ездре для его наставления и объяснения ему сокровенных путей Божиих. Также упоминается в апокрифической книге Еноха, где он описывается как «один из святых ангелов, ангел грома и колебания» (Енох 4:27).

## Образ в православной традиции
День, посвящённый Уриилу, празднуется в Православной церкви  (вместе с прочими архангелами) — бесплотными силами, — 21 ноября (8 ноября по юлианскому календарю), в Эфиопской Православной церкви — 28 июля, в Англиканской церкви — 10 октября.
Согласно преданию Православной церкви, был поставлен охранять рай после грехопадения и изгнания Адама (Быт. 3:24). По иконописному канону Православной церкви, этот архангел (согласно библейской книге Бытие — см. Быт. 3:24) «изображается держащим в правой руке против груди обнажённый меч, а в левой — огненный пламень».

## Образ в художественной литературе
Архангел Уриил является персонажем трёх трагедий голландского драматурга Йоста ван ден Вондела. В трагедии «Люцифер» он предстаёт могучим воином, одним из главных героев в войне Бога против Люцифера. В трагедии «Адам в изгнании» он появляется в финале как ангел-судья, изгоняющий Адама и Еву за их грехопадение из Рая. В трагедии «Ной» Уриил перед самым началом потопа преграждает путь грешникам в ковчег.
В книге Джона Милтона «Потерянный рай» Уриил появляется в третьей песне как правитель Солнца. Приняв облик обычного ангела, Сатана узнаёт у него, где находится вновь созданный Богом мир, куда Творцом были помещены Адам и Ева. Однако проследив за полётом изгнанника, Уриил спускается в солнечном луче на Землю, где предупреждает Гавриила о том, что один из падших духов попытается проникнуть в Эдем.

## Галерея

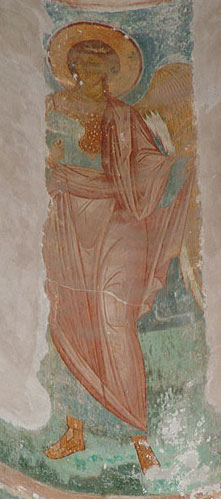
Архангел Уриил, Собор Рождества Богородицы, Дионисий
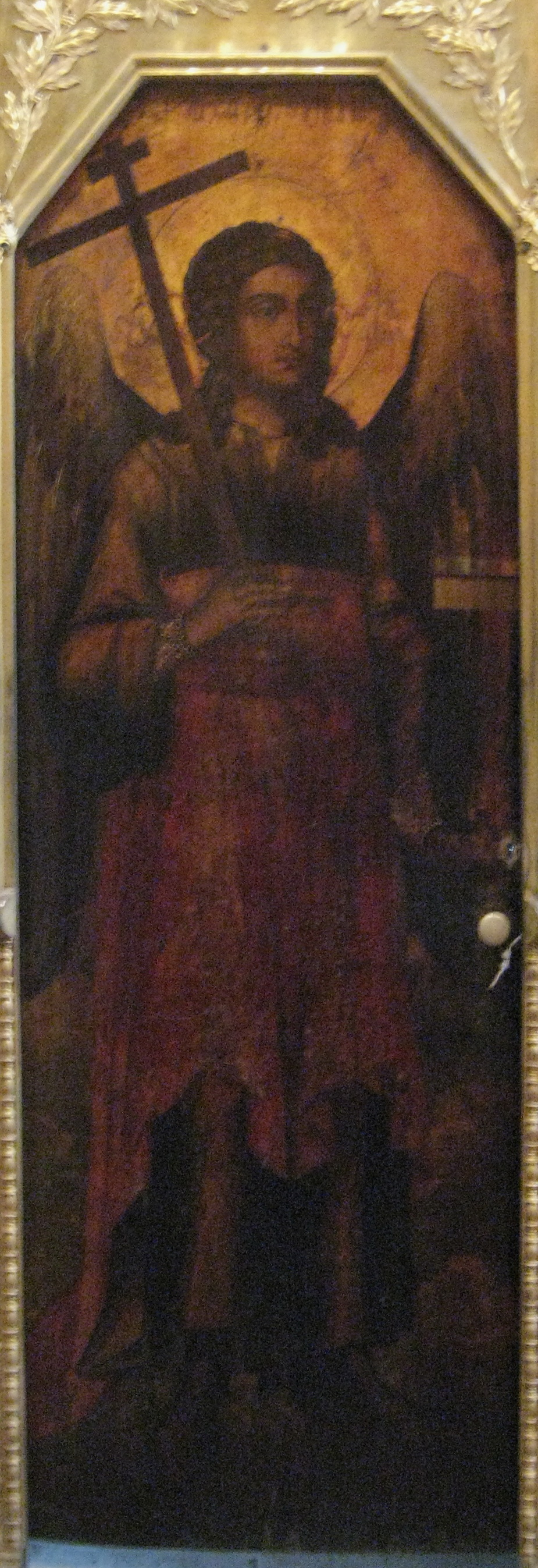
Икона Архангела Уриила, Благовещенский собор, Москва
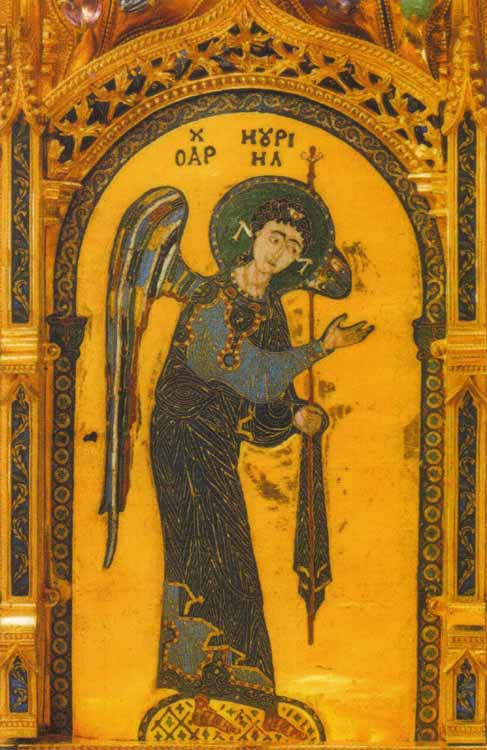
Архангел Уриил, Пала д’Оро
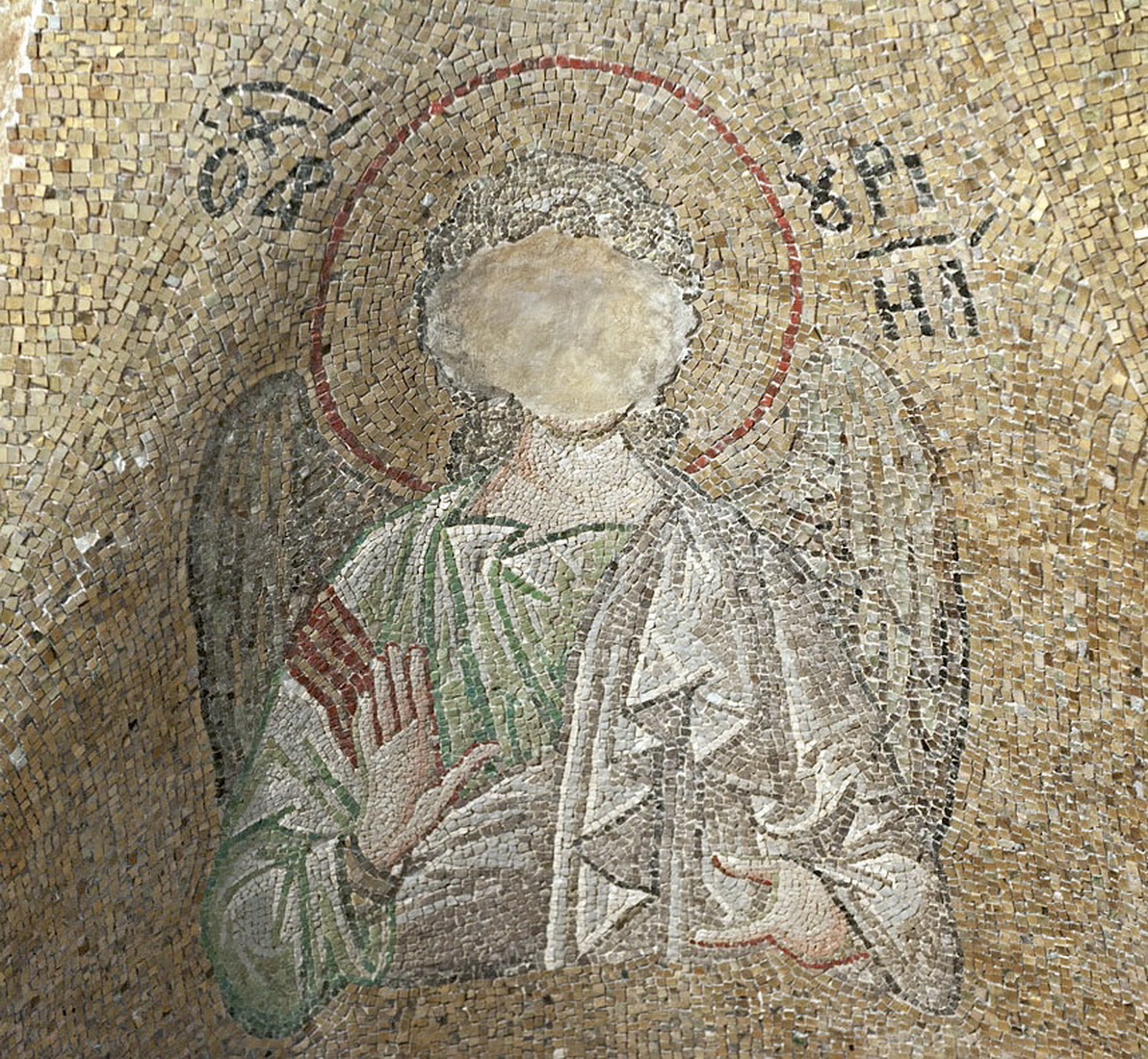
Архангел Уриил, фрагмент мозаики, 14-го века
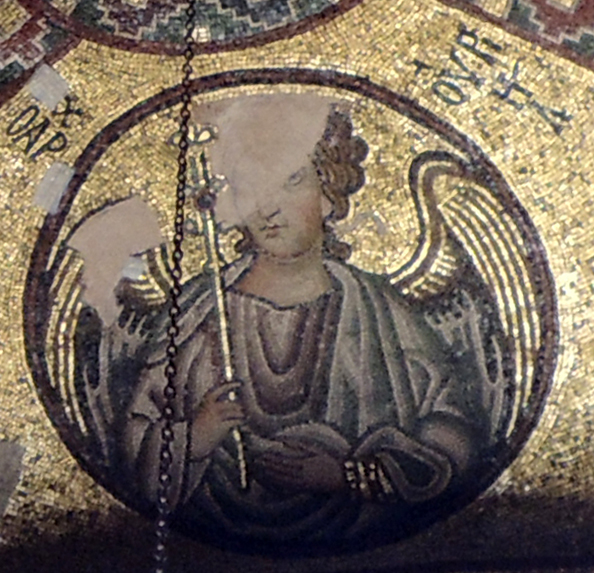
Мозаика, Осиос-Лукас
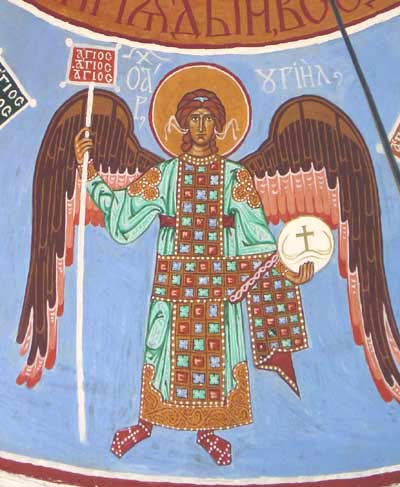
Фреска Архангела Уриила
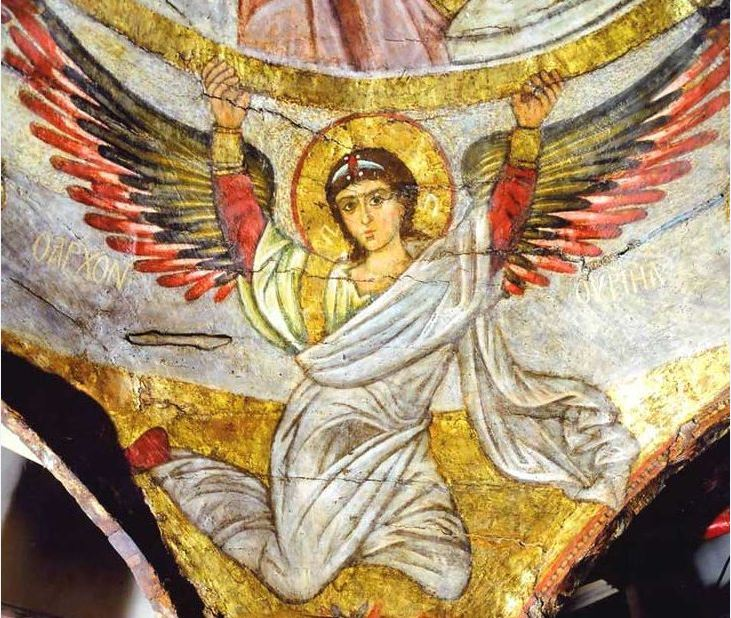
Фреска, Церковь Святой Марии, Старый Каир
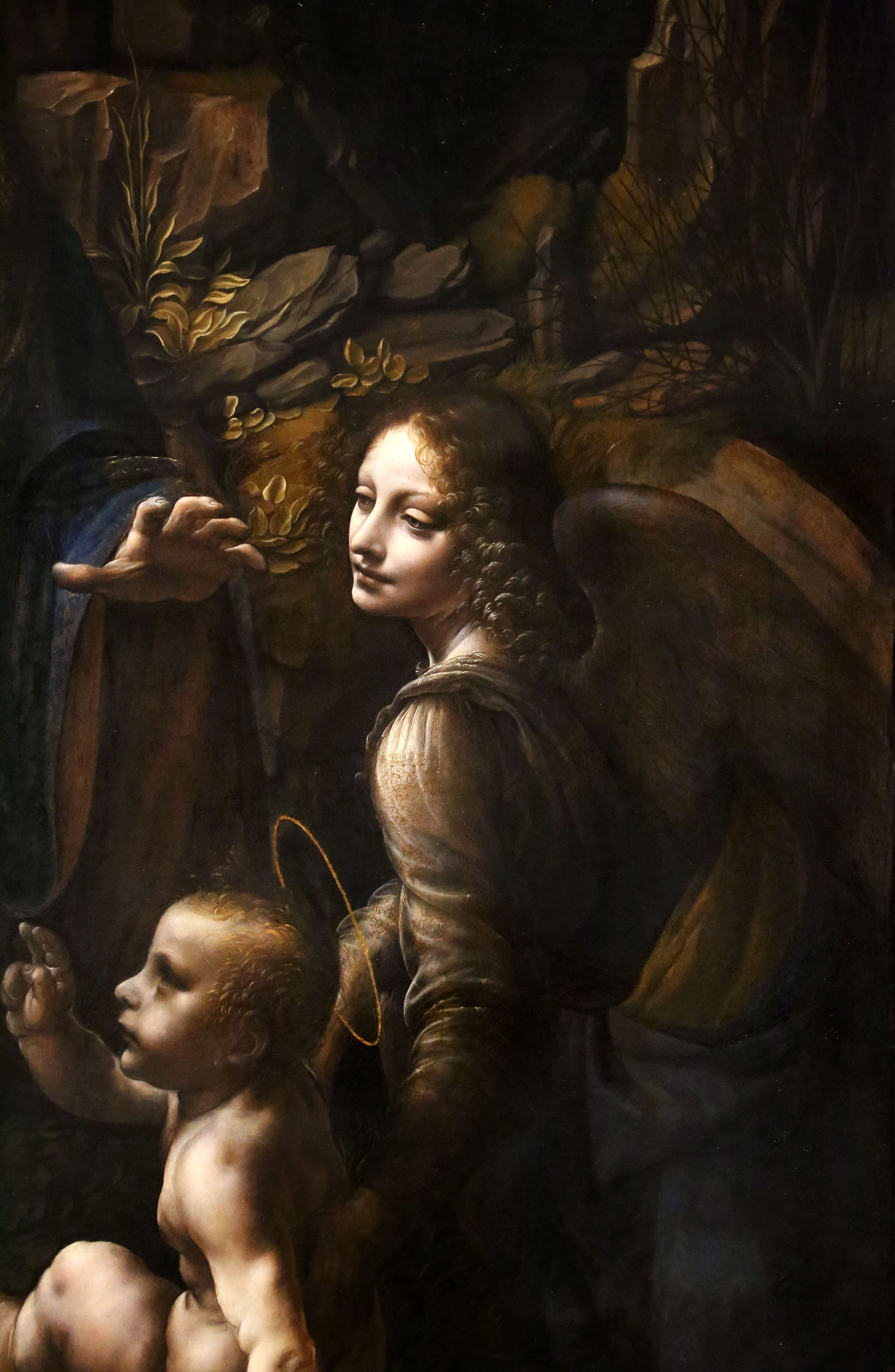
Архангел Уриил и Младенец Иисус, «Мадонна в скалах» (Лондонская национальная галерея)
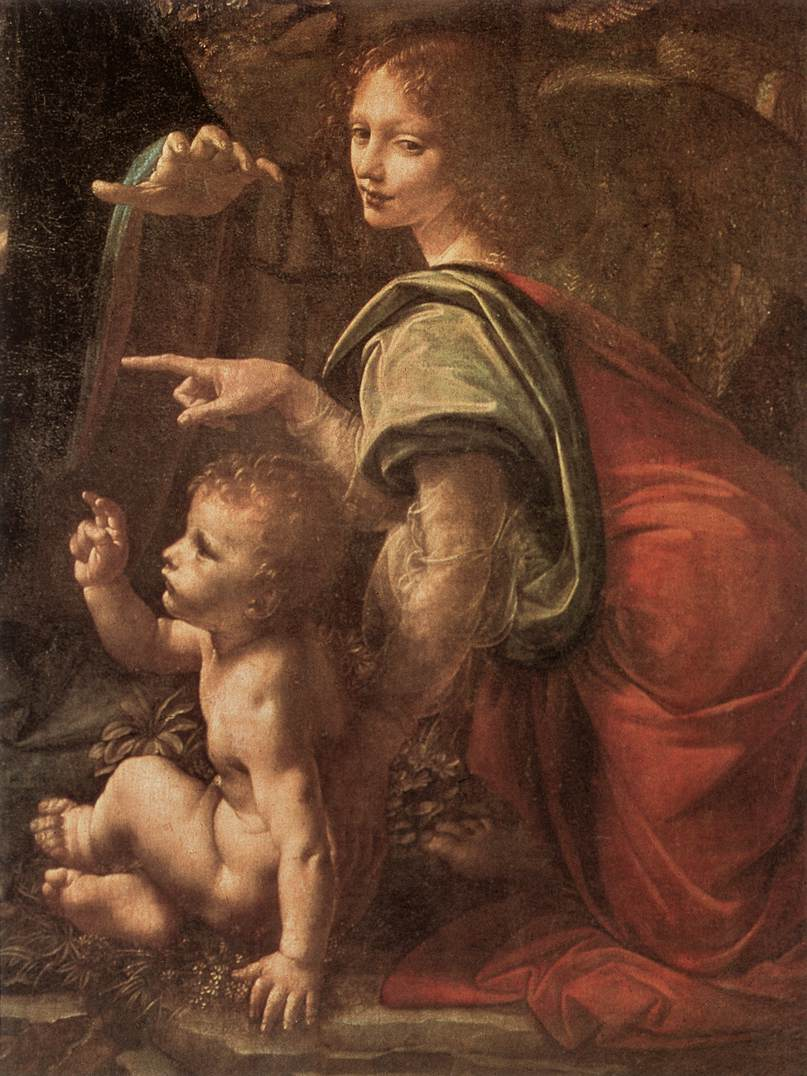
Архангел Уриил и Младенец Иисус, «Мадонна в скалах» (Лувр)
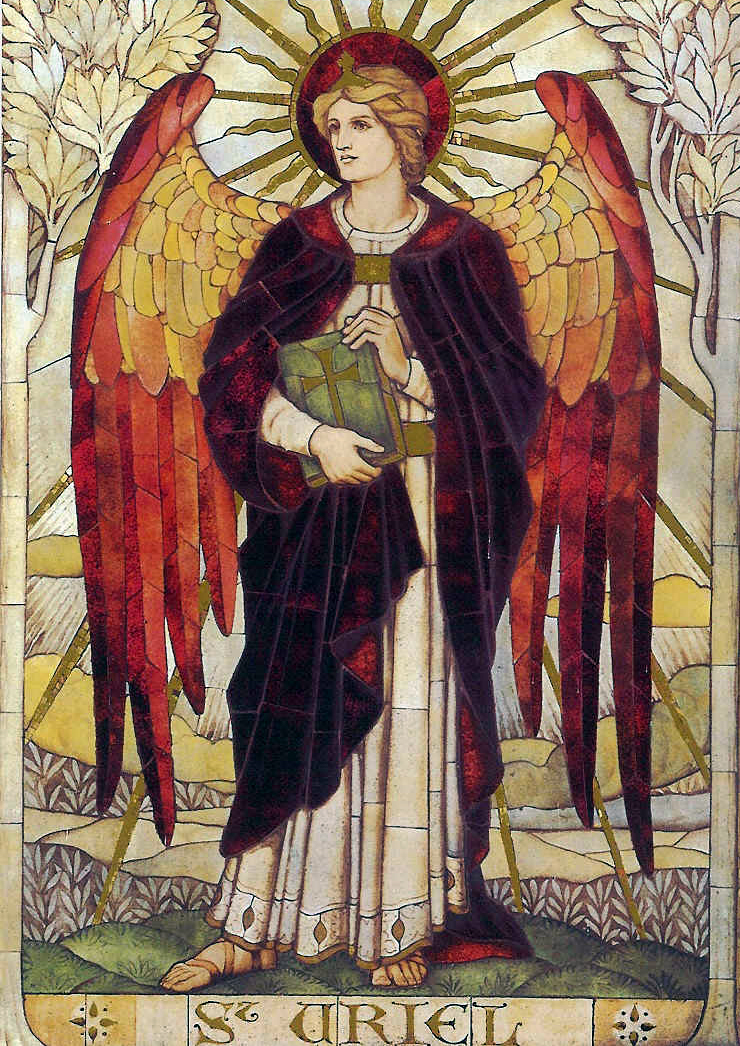
Мозаика, Церковь Святого Иоанна[англ.], Уорминстер[англ.], Уилтшир, Англия
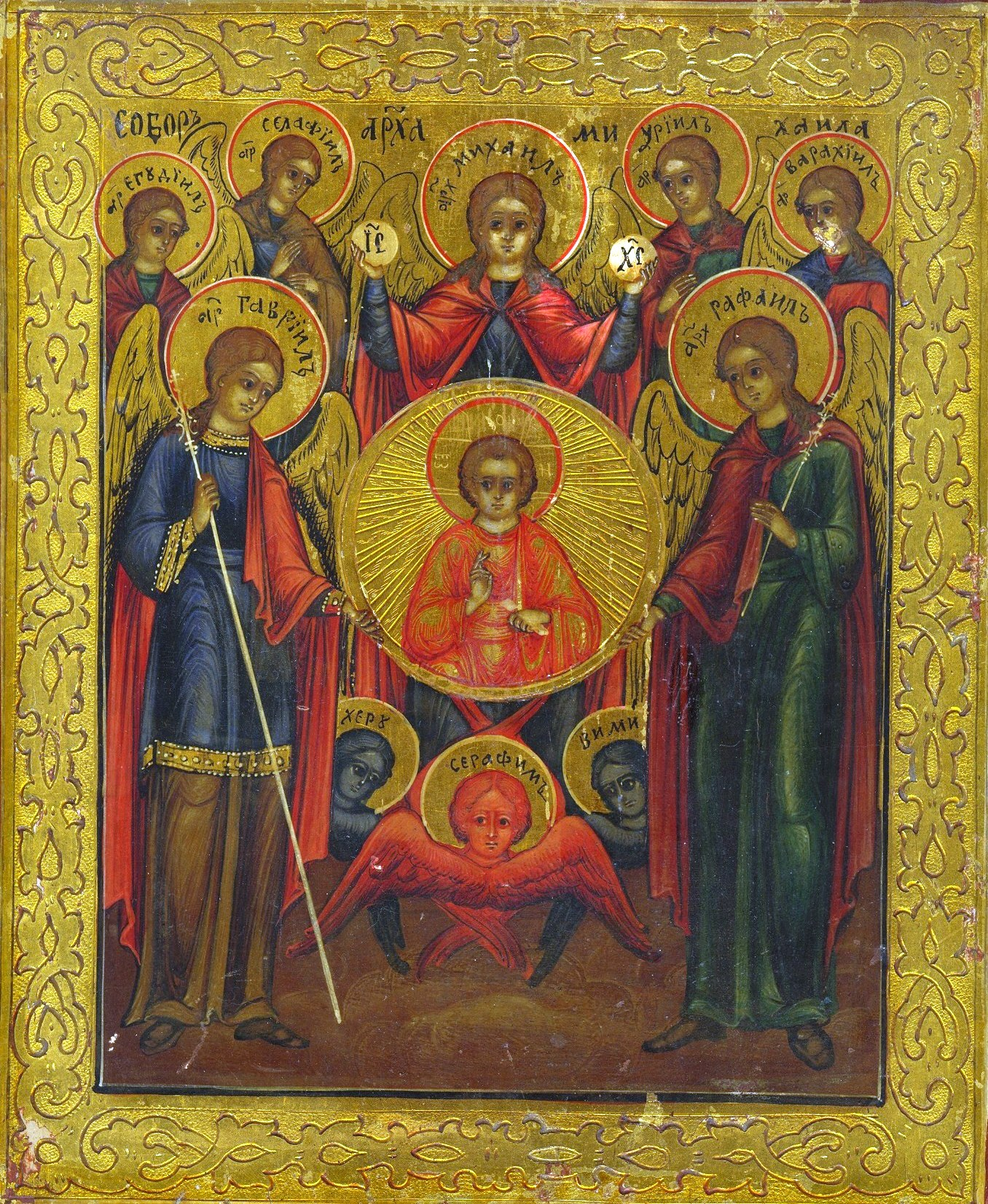
Собор Архистратига Михаила и прочих Небесных сил бесплотных